# Marast
Marast ist eine Gemeinde im französischen Département Haute-Saône in der Region Bourgogne-Franche-Comté.

## Geographie
Marast liegt auf einer Höhe von 280 m über dem Meeresspiegel, vier Kilometer westlich von Villersexel und etwa 18 Kilometer ostsüdöstlich der Stadt Vesoul (Luftlinie). Das Dorf erstreckt sich am westlichen Rand der Ebene von Villersexel, westlich des Ognon-Tals in der Niederung des Ruisseau de la Bassole, am Ostrand der Höhen der Grands Bois.
Die Fläche des 3,06 km² großen Gemeindegebiets umfasst einen Abschnitt des Flachlandes bei Villersexel. Der Hauptteil des Gebietes wird von der Niederung des Ruisseau de la Bassole eingenommen, die durchschnittlich auf 280 m liegt. Der Bach sorgt für die Entwässerung nach Süden zum Ognon. Nördlich des Dorfes dehnt sich eine moorige Ebene aus. Nach Westen und Nordwesten erstreckt sich das Gemeindeareal in die waldreiche Gegend am Rand der aus Kalkschichten der mittleren Jurazeit bestehenden Höhen der Grands Bois. Hier wird mit 346 m die höchste Erhebung von Marast erreicht.
Zu Marast gehört das Gehöft La Chaffrerie (295 m) am Rand der Grands Bois am Nordrand der Moorniederung des Ruisseau de la Bassole. Nachbargemeinden von Marast sind Borey im Norden, Moimay im Osten, Autrey-le-Vay im Süden sowie Esprels im Westen.

## Geschichte
|  |  |

Den Ursprung der Siedlung bildet das Priorat Marast. Richard de Montfaucon, Graf von Montbéliard, und Thiébaud de Rougemont schenkten dem Kloster Chaumousey in den Vogesen das Gebiet im Bereich von Esprels. Mönche aus diesem Kloster gründeten im Jahr 1117 das Priorat Marast, das seit 1122 unter dem Schutz des Erzbischofs von Besançon stand. Um das Augustinerpriorat entwickelte sich die Ortschaft Marast. Die Klosterkirche diente als Grablege der Herren von Villersexel sowie weiterer Adelsfamilien (Oricourt und Fallon). Im Jahr 1611 wurde das Priorat dem Kapitel der Kollegiatkirche Notre-Dame de Dole angegliedert. Zusammen mit der Franche-Comté gelangte Marast mit dem Frieden von Nimwegen 1678 definitiv an Frankreich. Von 1809 bis 1812 beherbergte das Priorat ein Seminar, nach 1835 eine Schule und ein Pensionat. Seit 2000 ist Marast Mitglied des 33 Ortschaften umfassenden Gemeindeverbandes Communauté de communes du Pays de Villersexel.

## Sehenswürdigkeiten
Zu den bedeutenden Sehenswürdigkeiten der Region zählt die Kirche Sainte-Marie-Madeleine, die von 1120 bis 1130 im romanischen Stil erbaut und im 16. Jahrhundert verändert wurde. Im Chor befinden sich bedeutende Grabplatten der Familie de Faucogney. Aus dem 16. bis 18. Jahrhundert stammen die Konventsgebäude.

## Bevölkerung
| Jahr                       | 1962 | 1968 | 1975 | 1982 | 1990 | 1999 |
| Einwohner                  | 40   | 51   | 43   | 44   | 43   | 43   |
| Quellen: Cassini und INSEE |      |      |      |      |      |      |

Mit 49 Einwohnern (1. Januar 2022) gehört Marast zu den kleinsten Gemeinden des Département Haute-Saône. Nachdem die Einwohnerzahl in der ersten Hälfte des 20. Jahrhunderts deutlich abgenommen hatte (1886 wurden noch 190 Personen gezählt), verblieb sie seit Beginn der 1970er Jahre auf konstantem Niveau.

## Wirtschaft und Infrastruktur
Marast war bis weit ins 20. Jahrhundert hinein ein vorwiegend durch die Landwirtschaft (Ackerbau, Obstbau und Viehzucht) geprägtes Dorf. Heute gibt es einige Betriebe, die sich auf den Bedarf des Fremdenverkehrs ausgerichtet haben. Daneben hat sich das Dorf auch zu einer Wohngemeinde gewandelt. Viele Erwerbstätige sind deshalb Wegpendler, die in den größeren Ortschaften der Umgebung ihrer Arbeit nachgehen.
Die Ortschaft liegt abseits der größeren Durchgangsachsen, ist aber von der Hauptstraße D9, die von Vesoul nach Héricourt führt, leicht erreichbar. Weitere Straßenverbindungen bestehen mit Esprels, Autrey-le-Vay, Moimay und Oppenans.